# Bindi (decorazione)

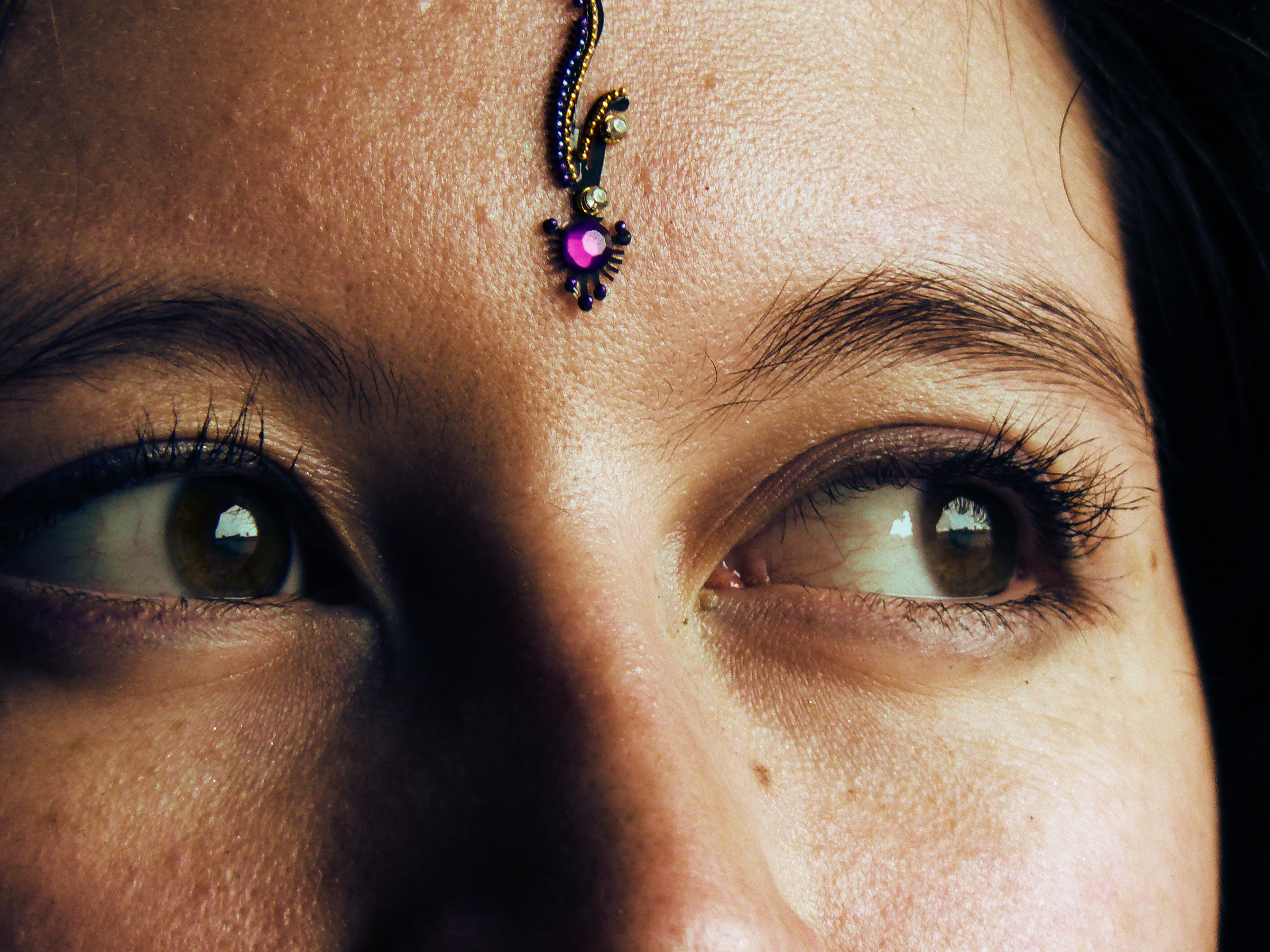
Bindi sulla fronte di una donna.

Il bindi (dal sanscrito bindu, che significa goccia, particella, punto, detto anche terzo occhio) è una decorazione per la fronte, indossata dalle donne dell'Asia del Sud (particolarmente in India) e Asia del sud-est. Tradizionalmente è un punto di colore rosso applicato al centro della fronte e vicino alle sopracciglia, ma può essere anche un pendente o un gioiello.

## Utilizzo moderno
Il suo utilizzo storico indicava l'età dell'indossatrice, il suo stato civile, religioso ed etnico, anche se con il passare degli anni il bindi ha cominciato ad essere indossato dalle donne asiatiche per una questione estetica, ed indifferentemente dal suo originale significato. Attualmente i bindi in commercio sono di diverse forme e colori, e applicabili tramite un adesivo sul retro (sticker bindi).
Al di fuori dell'Asia, i bindi sono indossati a volte da donne di origini indiane, e da donne occidentali convertite all'induismo. Anche gli Hare Krishna indossano tale decorazione. In altri casi il bindi viene indossato meramente per seguire una moda, inaugurata da alcune pop star come Gwen Stefani, Shakira, Madonna, Nelly Furtado, e Shania Twain.

## Nomi alternativi

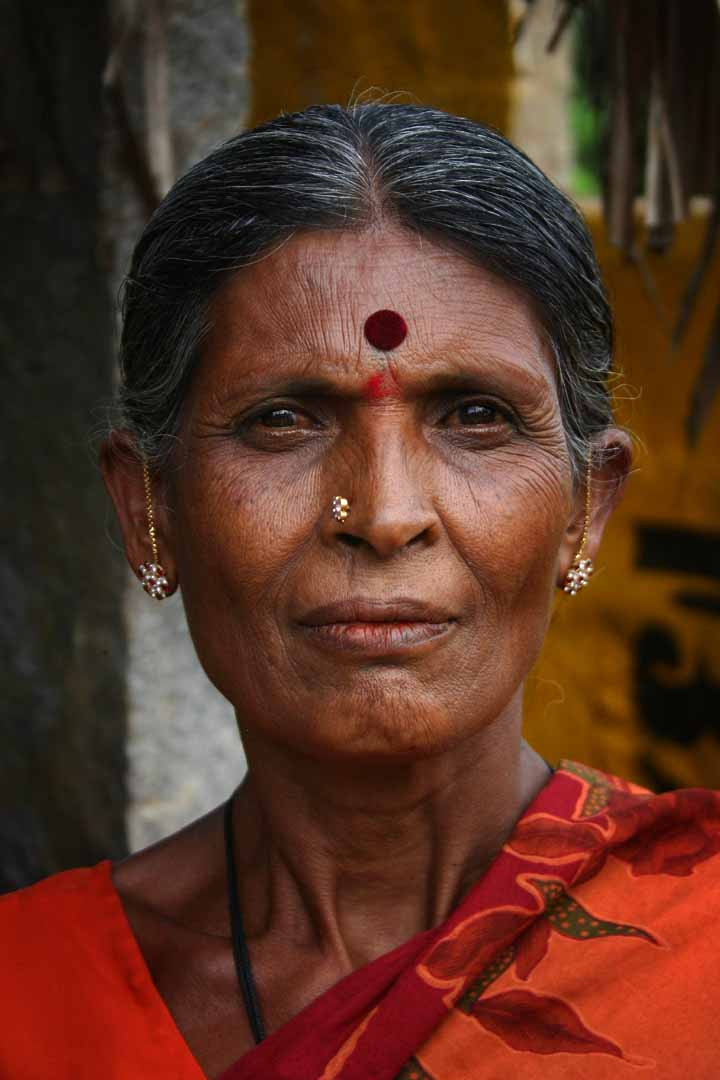
Una donna indiana indossa il bindi.

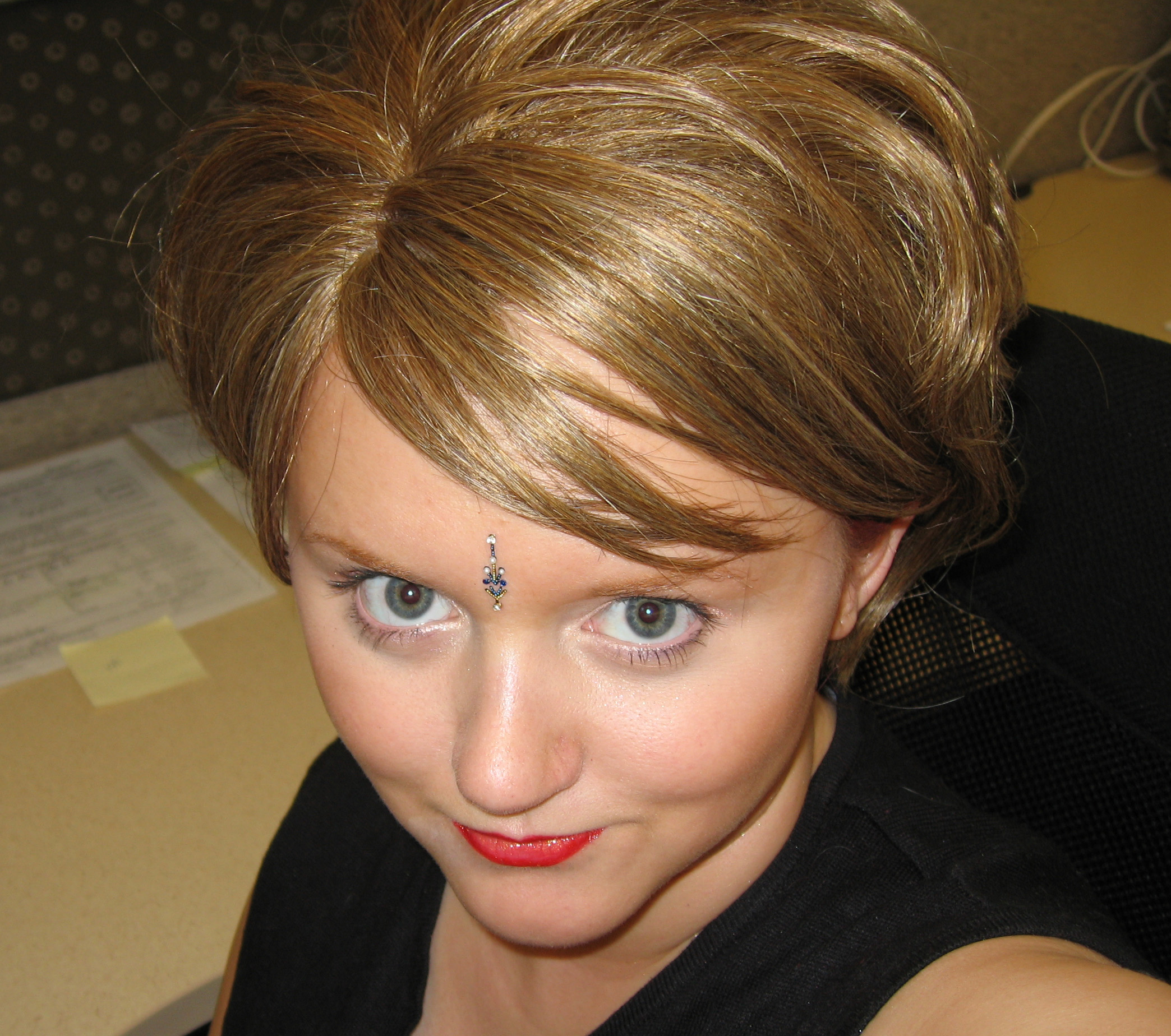
Un bindi in forma di gioiello.

Il bindi può essere anche chiamato: 
- Tikli in Marathi
- Pottu in Tamil ed in malese
- Tilak in Hindi
- Chandlo in Gujarati
- Bottu o Tilakam (in Telugu)
- Bottu o Tilaka (in Kannada)
- Teep (in Bengali)
- Nande è un termine erroneamente utilizzato per descrivere il bindi in Malaysia.
- Paki dot in inglese, ma con significato razzista.

## Significato religioso
L'area fra le sopracciglia (dove viene posizionato il bindi) viene considerata il sesto chakra, ajna, la sede della "saggezza nascosta". Secondo i credenti del Tantrismo, questo chakra è il punto di uscita per l'energia kundalini. Per tale ragione, si crede che il bindi posizionato in quel punto possa trattenere l'energia.